# Edam

Edam é uma cidade dos Países Baixos, na província da Holanda do Norte, a cerca de 20 km nordeste de Amsterdam.
A cidade foi emancipada em 1357 e é famosa internacionalmente pelo seu queijo.
Edam foi no século XVI uma pequena cidade mercantil próspera, junto ao antigo Zuiderzee, o atual IJsselmeer. Até 1922, funcionou na cidade um dos mais famosos mercados de queijos. Esta é a razão do tipo de queijo que se vendia na região ainda hoje se chamar queijo Edam.
Toda quarta-feira na parte da manhã, durante todo o verão, funciona o mercado de queijo à moda antiga.
Em Edam destacam-se as inúmeras pontes elevadiças de madeira, como a Kwakelbrug, e os os pequenos pavilhões de chá, chamados os theekoepeltjes dos séculos XVIII e XIX, onde as damas de boas famílias bebiam chá.